# 琶音

琶音

琶音是指一串和弦組成音從低到高或從高到低依次連續圓滑奏出，可視為分解和弦的一種。是眾多樂器演奏的一種基本技巧，經常出現在短小的連接句或經過句等旋律聲部，或作為和聲用的伴奏聲部中。